# Дикран мітлоподібний
Дикран мітлоподібний або віничний (Dicranum scoparium) — вид листостеблових мохів родини дикранові (Dicranaceae). Широко поширений в Україні, росте у хвойних лісах.

## Опис
Рослина заввишки до 10 см, утворюють коричнево-зелені дернини. Листки нехвилясті, серпоподібні, з багатошаровими паренхімними клітинами вушок при основі. На стеблі видно біло-коричнева повсть. Клітини листка вгорі прозенхімні, ромбічні. Жилка закінчується перед верхівкою листка, на спинці вгорі має поздовжні пилчасті зелені пластинки.
На верхівках рослини завжди є лише один спорогон, з жовто-червоними тонкими ніжками. Коробочка циліндрична, нахилена, зігнута, має кришечку з одним довгим дзьобиком. Перистом має 16 зубців, червоних внизу і блідих вгорі, на зовнішньому боці поздовжньо покреслених.

## Поширення
Дикран віничний трапляється по всій Північній Америці (за винятком Лабрадору, Північної Дакоти, Техасу і Невади), Європі, Азії, а також в Австралії та Новій Зеландії. Росте на ґрунті або на основі стовбурів, на гниючих пнях і колодах у лісах, на покритих ґрунтом скелях і на болотах, в трав'янистих, щебинистих і мохових тундрах.